# Quận Augusta, Virginia
Quận Augusta (tiếng Anh: Augusta County) là một quận nằm trong tiểu bang Virginia, Hoa Kỳ. Theo điều tra dân số năm 2006 của Cục điều tra dân số Hoa Kỳ, quận có dân số 70.910 cư dân, [1]. Quận lỵ là Staunton, mặc dù hầu hết các cơ quan hành chính có văn phòng tại Verona.
Quận Augusta là một phần của khu vực thống kê dân số Staunton, Waynesboro.
Quận Augusta được lập năm 1749 từ quận Cam, mặc dù chính quyền quận đã không được tổ chức cho đến năm 1745. Nó được đặt tên Augusta của Saxe-Gotha, công chúa của Wales và mẹ của vị vua tương lai George III của Vương quốc Anh.

## Thị trấn
| - Churchville - Craigsville - Crimora - Dooms - Fishersville - Fort Defiance | - Greenville - Grottoes (một phần) - Jolivue - Lyndhurst - Mount Sidney - Mount Solon | - Sherando - Spring Hill - Steeles Tavern - Stuarts Draft - Verona - Weyers Cave |